# Поаси
Поасѝ (на френски: Poissy, звук) е град в северна Франция, част от департамента Ивлин на регион Ил дьо Франс. Населението му е около 40 000 души (2020).
Разположен е на 27 метра надморска височина в Парижкия басейн, на левия бряг на река Сена и на 23 километра северозападно от центъра на Париж. Селището е известно от Античността, а през XII – XV век е важна извънградска резиденция на френските крале. Днес е предградие в агломерацията на Париж. В него се намира един от заводите за сглобяване на автомобили на „Стелантис“.

## Известни личности
Родени в Поаси
- Луи IX (1214 – 1270), крал
- Филип III (1245 – 1285), крал

Починали в Поаси
- Агнес Меранска (1175 – 1201), кралица
- Кристина Пизанска (1365 – 1430), писателка